# Polydictya johannae
Polydictya johannae är en insektsart som beskrevs av Victor Lallemand 1956. Polydictya johannae ingår i släktet Polydictya och familjen lyktstritar. Inga underarter finns listade i Catalogue of Life.